# Wayne McCarney
Wayne McCarney (Colac, 30 giugno 1966) è un ex pistard australiano, vincitore della medaglia di bronzo nell'inseguimento a squadre a Seul 1988 insieme a Scott McGrory, Dean Woods, Brett Dutton e Stephen McGlede.

## Palmarès
- Giochi olimpici

Seul 1988: bronzo nell'inseguimento a squadre.
- Giochi del Commonwealth

Edinburgo 1988: oro nell'inseguimento a squadre e nello scratch.